# راتایه ناد سازاوو
راتایه ناد سازاوو (به لاتین: Rataje nad Sázavou) یک منطقهٔ مسکونی در جمهوری چک است که در ناحیه کوتنا هورا واقع شده‌است. راتایه ناد سازاوو ۵۷۳ نفر جمعیت دارد.